# Шпирько Микола Васильович
Мико́ла Васи́льович Шпирько (* 16 грудня 1946) — доктор[джерело?] технічних наук, доцент, фахівець в галузі жаростійких матеріалів, неорганічних теплоізоляційних та стінових матеріалів з використанням побічних продуктів промисловості, конструкційних бетонів з пластифікуючими добавками.

## Життєпис
1969 року закінчив факультет промислового й цивільного будівництва Грозненського ордена Трудового Червоного прапора нафтового інституту, інженер-будівельник.
З 1971 року в Дніпропетровському інженерно-будівельному інституті — аспірант, асистент, доцент.
1977 року захистив кандидатську дисертацію за фахом «будівельні матеріали й вироби».
Опубліковано більше його 100 наукових праць.
Зареєстровано 30 авторських посвідчень на його ім'я.
Деякі з публікацій:
- «Термостійкий матеріал на основі шлаку та електрокорундового шламу», 1984 — разом з Дібровим Г. Д. та Козубовим В. Г.,
- «Дисперсно-армовані вогнетривкі маси», 1985, разом з Дібровим Г. Д., Дерев'янком В. Н. та Грицюком М. Н.,
- «Вогнетривкі маси на основі відходів промисловості», 1986, разом з Чумаком Л. І., разом з Дібровим Г. Д., Молчановим О. В. та Грицюком М. Н.,
- «Дослідження сумісності високотемпературних волокон із самотвердіючими зв'язками».

## Джерело
- ПДАБА[недоступне посилання з серпня 2019]